# Fuga geografica

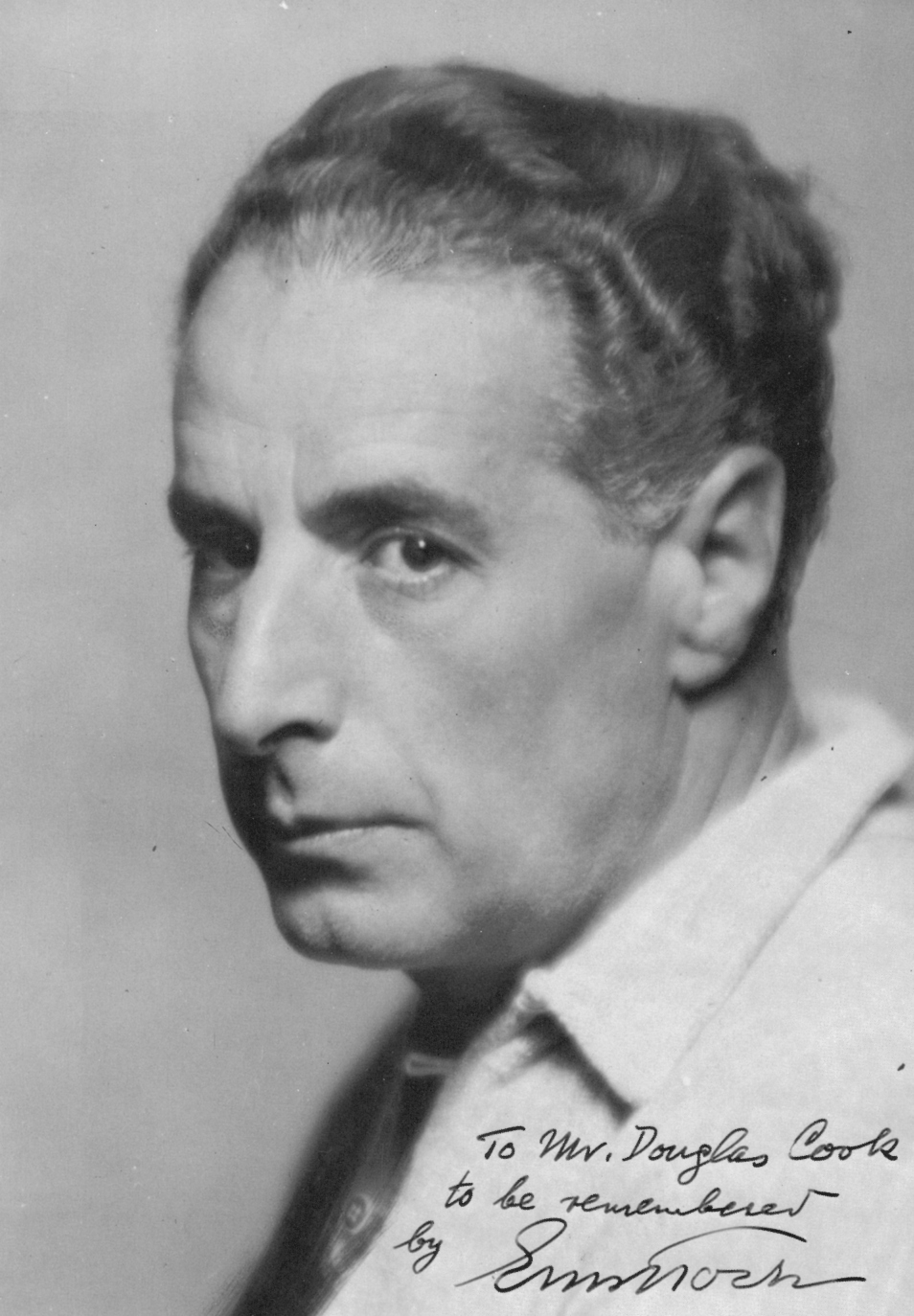
Il compositore Ernst Toch

La Geographical Fugue o Fuge aus der Geographie, in italiano Fuga Geografica, è il più famoso brano per coro parlato di Ernst Toch.
Toch fu un compositore di Berlino che negli anni '20 inventò l'espressione "Coro parlato" per descrivere le sue composizioni.
Il pezzo stupì molti quando fu eseguito per la prima volta, nel giugno del 1930, come terzo e ultimo movimento della suite Gesprochene Musik (musica parlata). È ancora oggi il pezzo più eseguito di Toch, benché il compositore non lo considerasse la sua opera più significativa.

## Descrizione
È stato scritto come una moderna fuga a quattro voci, dove ciascuna voce "canta" nomi di città, paesi e altri elementi geografici. Termina con un finale insolito: una "R" trillante sulla parola "Ratibor" (Trinidad nella versione inglese), che aveva aperto la composizione. Le voci entrano in questo ordine: tenore, contralto, soprano, basso.

## Il testo
Originariamente scritto in tedesco, il testo è stato tradotto in inglese da John Cage e Henry Cowell.
| Testo tedesco | Versione in inglese: | traduzione italiana del testo tedesco |
| --- | --- | --- |
| Ratibor! Und der Fluss Mississippi und die Stadt Honolulu und der See Titicaca; Der Popocatepetl liegt nicht in Kanada, sondern in Mexico, Mexico, Mexico. Kanada, Malaga, Rimini, Brindisi, Ja! Athen, Athen, Athen, Athen, Nagasaki, Yokohama, | Trinidad! And the big Mississippi and the town Honolulu and the lake Titicaca, the Popocatepetl is not in Canada rather in Mexico, Mexico, Mexico! Canada, Málaga, Rimini, Brindisy Yes, Tibet, Tibet, Tibet, Tibet, Nagasaki! Yokohama! | Ratibor! E il fiume Mississippi e la città Honolulu e il lago Titicaca il Popocatepetl non si trova in Canada, bensì in Messico, Messico, Messico! Canada, Málaga, Rimini, Brindisi Sì, Atene, Atene, Atene, Atene Nagasaki! Yokohama! |

I nomi delle località sono per la maggior parte gli stessi nelle tre lingue, fatta eccezione per Ratibor (Trinidad) e Athen (Tibet), modificati per ragioni metriche e fonetiche.